# تپه شهر سوخته شماره ۵۶
تپه شهر سوخته شماره ۵۶ مربوط به هزاره سوم و ۲ قم است و در ۵۶ کیلومتری جاده زابل به زاهدان، ۲۰۰ متری جنوب شرق تپه شهر سوخته واقع شده و این اثر در تاریخ ۳۰ تیر ۱۳۸۴ با شمارهٔ ثبت ۱۲۱۴۴ به‌عنوان یکی از آثار ملی ایران به ثبت رسیده است.